# Ignasi de Ventós i Mir
Ignasi de Ventós i Mir (castellà: Ignacio de Ventós y Mir)  (Badalona, 1879 - Olot, 1958) fou un terratinent i polític català, diputat a les Corts Espanyoles durant la restauració borbònica.

## Biografia
La seva família era originària de la Garrotxa.
Nascut a la masia de can Tàpies a Badalona, visqué a la població fins a l'any 1933, en què es trasllada a Barcelona, tot i que passarà llargues temporades a la seva finca de can Tàpies. Llicenciat en Dret, no arribà a exercir. Soci de la Federació Catòlica Agrària de Barcelona, en la qual ostentà algun càrrec, i de l'Institut Agrícola Català de Sant Isidre.
Militant del partit jaumí, fou tresorer de la Junta regional tradicionalista i finançà el centre carlí de Badalona “El Loredán”. L'any 1917 va cedir terrenys de la seva propietat per a la construcció de l'església parroquial de Sant Josep a Badalona. També va cedir gratuïtament terrenys per a l'edificació d'una caserna del cos de carrabiners, per la qual cosa el govern central li concedí l'any 1921 la Gran Creu del Mèrit Militar.
El 1923 fou escollit diputat a Corts pel districte d'Olot per la Lliga Regionalista. Segons un descendent familiar, tot i que com a carlí era contrari a la Lliga, es presentà a proposta del seu cunyat, el catalanista Josep Maria Masramon i Vilalta, qui li oferí el seu lloc per tal de derrotar Lluís Pons i Tusquets, qui guanyava les eleccions en aquell districte mitjançant la compra de vots i altres procediments deslleials. Com que Ignasi de Ventós era més ric, Pons va retirar la seva candidatura.
Fou també impulsor, amb el contacte de l'alcalde de Badalona Pere Sabaté i Curto, del Grup escolar Ventós Mir cedint una parcel·la de 1202 m² a la plana d'en Tàpies a l'Ajuntament el 1924; molt poc urbanitzada d'altra banda.
Després de l'alçament del 18 de juliol, el 5 d'agost de 1936, l'Ajuntament de Santa Pau li confiscà les seves propietats al municipi. En acabar la guerra, va donar suport al règim de Franco i als anys 40 va cedir uns terrenys per a la plaça dels Caiguts de Badalona, on s'hi va instal·lar un monument.
Es va casar amb Dolors de Rocafiguera i Vila, filla del polític conservador vigatà Josep de Rocafiguera Ventós i neboda del polític integrista Marià de Rocafiguera i Ventós.
L'actual Escola Ventós i Mir i el passatge Ventós i Mir de Badalona porten el seu nom.